# Tendão
O tendão é uma estrutura fibrosa e resistente, composta por tecido conjuntivo, principalmente colágeno. Tendões são fundamentais na conexão entre as extremidades dos músculos e ossos. Sua função é manter o equilíbrio estático e dinâmico do corpo. Transmitem a força gerada pelos músculos aos ossos e articulações para produzir movimento corporal. Possuem pouca vascularização, o que os torna mais suscetíveis a lesões e recuperação lenta.

### Estrutura
Os tendões dos músculos são fitas ou cordões fibrosos, com fibras colágenas que se entrelaçam. Possuem natureza elástica. Podem ser longos e sua origem, assim como sua inserção, podem estar separadas por muitas articulações.
Bolsa sinoviais atuam como amortecedores para os tendões, protegendo-os de atrito e lesões ao proporcionar uma camada de lubrificação. Elas também ajudam a reduzir o desgaste entre o tendão e estruturas adjacentes, como ossos ou ligamentos, ⁣ permitindo um movimento mais suave e prevenindo danos.
Determinados tendões possuem alguns pequenos ossos associados, como, por exemplo, os ossos sesamoides, que servem como uma espécie de polia para que o tendão deslize.

### Funções
O conjunto do esforço de diversos grupos de músculos, produz movimentos de flexão, extensão, rotação, abdução, adução e circundação. O entrelaçamento das fibras dos tendões permitem a distribuição das forças de todas as partes do músculo.